# 格林維爾 (康乃狄克州)
格林維爾（英語：Greeneville）是位於美國康乃狄克州新倫敦縣的一個歷史區。該地的面積和人口皆未知。

## 地理
格林維爾的座標為41°32′05″N 72°03′31″W / 41.53472°N 72.05861°W，而該地的平均海拔高度為21米（即69英尺）。